# ان‌جی‌سی ۴۶

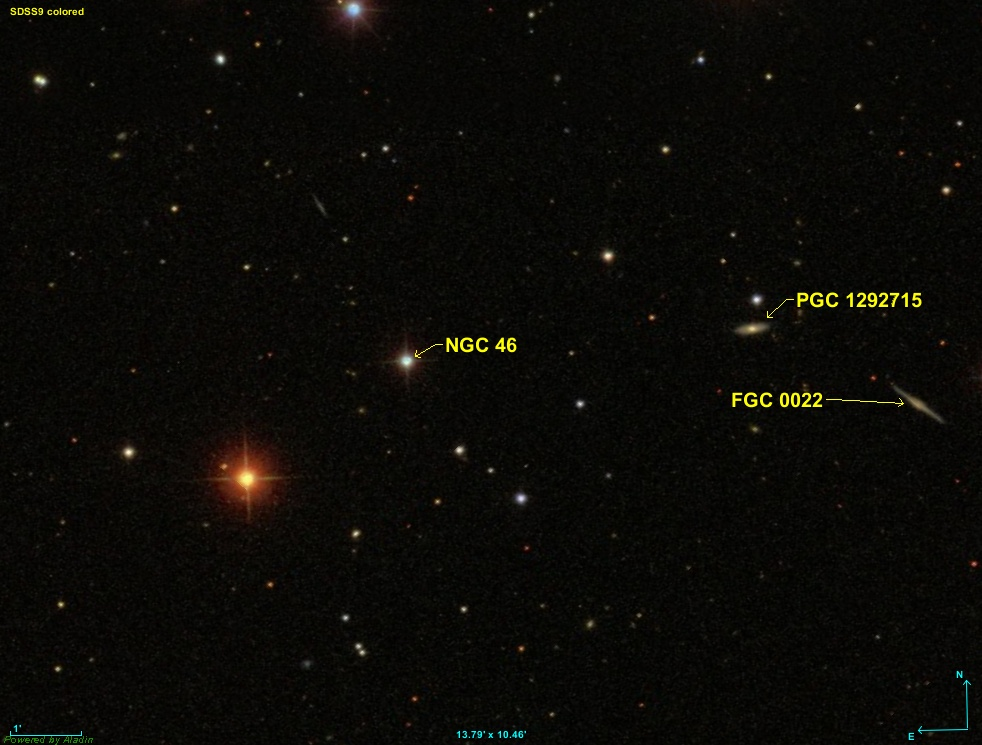
ان‌جی‌سی ۴۶

ان‌جی‌سی ۴۶ (به انگلیسی: NGC 46) یک ستاره با قدر ظاهری ۱۱٫۸ است که در صورت فلکی ماهی قرار دارد.